# Рейвер, Ким
Ким Рейвер (англ. Kim Raver, род. 15 марта 1969) — американская телевизионная актриса, наиболее известная по ролям в сериалах «Третья смена» (1999—2004), «24 часа» (2004—2007; 2014), «Помадные джунгли» (2008—2009) и «Анатомия страсти» (2009—2025).

## Биография
Ким Рейвер родилась в Нью-Йорке и закончила Бостонский университет. В начале своей карьеры Ким Рейвер снималась в рекламе. Её первая крупная роль была в 1995 году в Бродвейской постановке Holiday, в которой она снималась вместе с Лорой Линни. На телевидении она начала карьеру с роли в прайм-тайм мыльной опере «Нью-Йорк, Центральный парк», а следом появилась в сериалах «Закон и порядок», «Практика» и «Спин-Сити».
Рейвер хорошо известна благодаря своей стабильной регулярной работе на телевидении с 1999 года, когда она получила основную роль фельдшера Ким Самбрано в сериале «Третья смена». В ходе развития она появилась в этой же роли в сериале «Скорая помощь», в эпизоде-кроссовере. В 2004 году она покинула шоу и попробовала сняться в паре неприметных независимых кинофильмах, а в 2005 году была приглашена на роль Одри Рейнс, нового главного женского персонажа, в сериал «24 часа».
После двух сезонов в «24 часа», Рейвер покинула шоу, чтобы сыграть главную роль в сериале «Девять», который в конечном счете, несмотря на хорошие отзывы от критиков, был закрыт. В перерывах она сыграла главные роли в телефильмах женского кабельного канала Lifetime «Шестое чувство Сары» (2005) и «Обед молчания» (2010), а на большом экране появилась в коммерчески успешной комедии «Ночь в музее», который стал фактически единственным заметным появлением Рейвер вне телевидения.
Рейвер сыграла главную роль в сериале «Помадные джунгли» в 2008—2009 годах, который был закрыт после двух сезонов. Осенью 2009 года она присоединилась к сериалу «Анатомия страсти» в роли доктора Тедди Альтман, кардиохирурга, которая работала в Ираке. Она покинула шоу в финале восьмого сезона и вернулась к роли в 14 сезоне.
Осенью 2012 года Рейвер была приглашена в несколько эпизодов телесериала «Революция», а после подписала контракт на главную роль в пилоте Lifetime «Тайная жизнь жён», который не получил зелёный свет на дальнейшее производство. Сразу после этого Рейвер была приглашена на главную роль в спин-офф сериала «Морская полиция: Лос-Анджелес», однако проект также остался на стадии пилота. В 2014 году она снялась в лимитированном возрождении сериала «24 часа». В начале 2015 года Рейвер получила ведущую роль в пилоте ABC «Адвокат», играя деловую женщину-феминистку и адвоката в медицинских разбирательствах.

## Фильмография

### Кино
| Год  | Название на русском | Название на английском | Роль         | Примечания |
| ---- | ------------------- | ---------------------- | ------------ | ---------- |
| 2002 | Мартин и Орлофф     | Martin & Orloff        | Кашиа        |            |
| 2004 | Потеря сознания     | Mind the Gap           | Вики Уолтерс |            |
| 2005 | Держи дистанцию     | Keep Your Distance     | Сьюзан Дейли |            |
| 2006 | Ночь в музее        | Night at the Museum    | Эрика Дейли  |            |
| 2007 | Заключённый         | Prisoner               | Рене         |            |
| 2023 | Сплетение судеб     | The Braid              | Сара         |            |

### Телевидение
| Год       | Название на русском                | Название на английском               | Роль                                | Примечания                        |
| --------- | ---------------------------------- | ------------------------------------ | ----------------------------------- | --------------------------------- |
| 1994      | Менендес: Убийство в Беверли-Хиллз | Menendez: A Killing in Beverly Hills | Линда                               | телефильм                         |
| 1995      | Нью-Йорк, Центральный парк         | Central Park West                    | Дианн Ландерс                       | телесериал; 3 эпизода             |
| 1996      | Закон и порядок                    | Law & Order                          | Уэнди Кармел                        | эпизод: Homesick                  |
| 1997      | Практика                           | The Practice                         | Виктория Кинан                      | эпизод: Reasonable Doubts         |
| 1997      | Спин-Сити                          | Spin City                            | Джинни                              | эпизод: My Life Is a Soap Opera   |
| 1997      | Родственные души                   | Soul Mates                           | доктор Джоанна Кинсейд              | телефильм                         |
| 1998—1999 | Тринити                            | Trinity                              | Кларисса Макалистер                 | телесериал, основная роль         |
| 1999—2005 | Третья смена                       | Third Watch                          | Ким Замбрано                        | телесериал, основная роль         |
| 2002      | Скорая помощь                      | ER                                   | Ким Замбрано                        | эпизод: Brothers and Sisters      |
| 2004—2007 | 24 часа                            | 24                                   | Одри Рейнс                          | телесериал, основная роль         |
| 2005      | Шестое чувство Сары                | Haunting Sarah                       | Эрика Роуз / Хизер Роуз             | телефильм                         |
| 2006—2007 | Девять                             | The Nine                             | Кэтрин Хейл                         | телесериал, основная роль         |
| 2008—2009 | Помадные джунгли                   | Lipstick Jungle                      | Нико Райли                          | телесериал, основная роль         |
| 2009      | Внутри коробки                     | Inside the Box                       | Саманта Хэтэуэй                     | телефильм                         |
| 2009—2025 | Анатомия страсти                   | Grey’s Anatomy                       | доктор Тедди Альтман                | телесериал; основная роль         |
| 2010      | Связь тишины                       | Bond of Silence                      | Кэти Макинтош                       | телефильм                         |
| 2012      | Тайная жизнь жён                   | The Secret Lives of Wives            | Мишель                              | телефильм                         |
| 2012—2014 | Революция                          | Revolution                           | Джулия Невилл                       | телесериал; 9 эпизодов            |
| 2013      | Морская полиция: Лос-Анджелес      | NCIS: Los Angeles                    | специальный агент Пэрис Саммерскилл | телесериал; 2 эпизода             |
| 2014      | 24 часа: Проживи ещё один день     | 24: Live Another Day                 | Одри Рейнс                          | мини-сериал; основная роль        |
| 2015      | Кости                              | Bones                                | специальный агент Грейс Миллер      | телесериал; 2 эпизода             |
| 2015      | Адвокат                            | The Advocate                         | Фрэнки Риз                          | телефильм                         |
| 2016      | Замкнутый круг                     | Full Circle                          | Мэдлин Фолкнер                      | телесериал; основная роль         |
| 2016      | Зообиквитность                     | Zoobiquity                           | доктор Джулия Фишер                 | телефильм                         |
| 2017      | В розыске                          | A.P.B.                               | Лорен Фитч                          | телесериал; 3 эпизода             |
| 2017      | Рэй Донован                        | Ray Donovan                          | доктор Бергстайн                    | телесериал; 4 эпизода             |
| 2018      | Последний кандидат                 | Designated Survivor                  | доктор Андреа Фрост                 | телесериал; 6 эпизодов            |
| 2018      | Восход Marvel: Тайные воины        | Marvel Rising: Secret Warriors       | капитан Марвел / Кэрол Дэнверс      | телевизионный мультфильм; озвучка |
| 2019      | Восход Marvel: Железное сердце     | Marvel Rising: Heart of Iron         | капитан Марвел / Кэрол Дэнверс      | телевизионный мультфильм; озвучка |
| 2020—2022 | Пожарная часть 19                  | Station 19                           | доктор Тедди Альтман                | телесериал; 3 эпизода             |